# Empyrean Eclipse
Empyrean Eclipse, également connu sous le nom de EE, est un groupe de black metal symphonique américain, originaire de Littleton, dans le Colorado.

## Biographie
Le groupe est formé au cours de l'année 2004. EE est un des rares groupes de black metal de nationalité américaine (en particulier de black metal symphonique, dont EE est l'un des seuls avec le groupe Dragonlord). La même année, le groupe participe au Deep Freeze Festival aux côtés notamment de Flotsam and Jetsam et Esovae.
Après quelques changements de membres dans la formation au cours des premiers mois d'activité du groupe, EE sort son premier et, pour l'instant, son unique album studio, Illumination Undone au cours de l'année 2007, autoproduit par le groupe.
En 2011, le groupe signe au label Dark Millennium.
À la suite d'une série de départs du groupe, il ne reste que les deux vocalistes et guitaristes du groupe, Ryan et Roger : on ne sait pas s'ils vont recruter de nouveaux membres ou quitter le groupe à leur tour. L'avenir d'EE est donc pour le moment incertain[Quand ?][réf. nécessaire].

## Membres

### Membres actuels
- Ryan – chant, guitare
- Roger – chant, guitare

### Anciens membres
- Marty – chant
- Rob – basse
- Steve – batterie
- Heidi – basse

## Discographie
- 2007 : Illumination Undone